# Althea Gibsonová

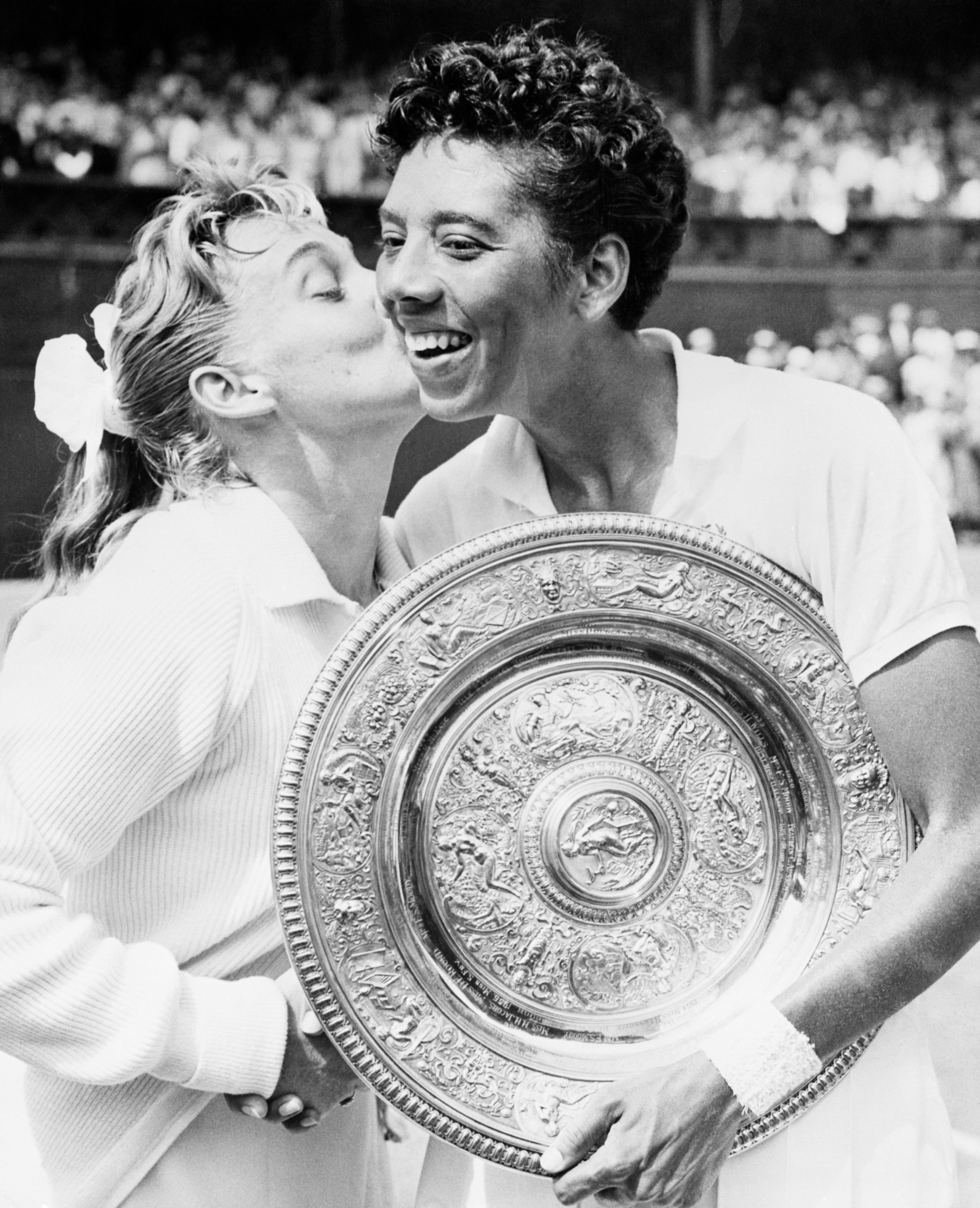
Gratulace od deblové spoluhráčky i soupeřky ve finále Darlene Hardové (vlevo) k titulu ve wimbledonské dvouhře 1957. Obě daný ročník vyhrály také čtyřhru.

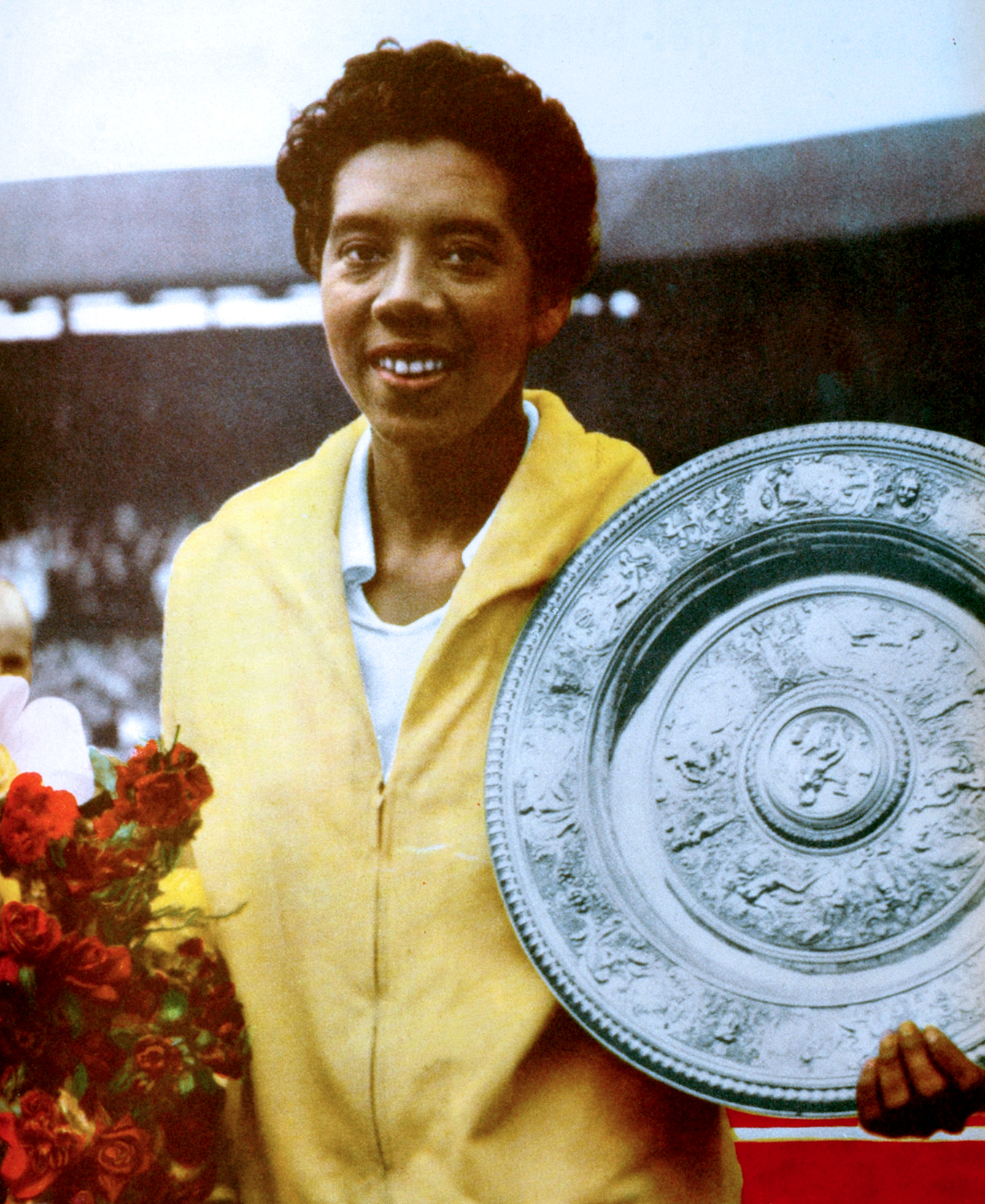
Althea Gibsonová s mísou Venus Rosewater pro vítězky ženské dvouhry ve Wimbledonu po obhajobě v roce 1958

Althea Gibsonová (25. srpna 1927 Silver, Jižní Karolína – 28. září 2003 East Orange, New Jersey) byla americká tenistka, ženská světová jednička, vůbec první Afroameričanka, která nastoupila na tenisový okruh a první, která vyhrála grandslamový titul v roce 1956.
V letech 1957 a 1958 byla vyhlášena Nejlepší sportovkyní USA. V roce 1971 byla uvedena do Mezinárodní tenisové síně slávy.

## Životopis
Narodila se v obci Silver v Jižní Karolíně jako dcera zemědělského pachtýře. Dětství prožila ovšem v newyorském Harlemu. Ve škole měla problémy a brzy opustila domov. Kromě tenisu se věnovala také jezdectví, golfu, košíkové a stolnímu tenisu.
S podporou sponzorů začala v roce 1946 trénovat v severokarolínském tenisovém centru ve Wilmingtonu. Následující rok již vyhrála první z deseti za sebou jdoucích titulů národního mistrovství USA ve dvouhře, turnaje pořádaného Americkou tenisovou asociací pro Afroameričany. Až v roce 1950 jí byla poskytnuta příležitost startovat na US Championships, kde byla překonána rasová segregace.
Kromě sportovní kariéry se vrátila také ke studiu a v roce 1953 absolvovala Florida A&M University a přestěhovala se do Jefferson City v Missouri, kde pracovala jako sportovní trenérka na místní Lincolnově univerzitě.
Poté, co jí bylo umožněno hrát turnaje i pro bílé tenisty, vyhrála v roce 1956 Mezinárodní mistrovství Itálie. Další rok získala svůj první grandslamový titul ve dvouhře i v ženské čtyřhře spolu s Angelou Buxtonovou na French Championships. Buxtonová prošla podobnou diskriminací, protože byla Židovka a stala se také první židovskou vítězkou (včetně mužů) ve Wimbledonu, když spolu s Gibsonovou vyhrály čtyřhru roku 1956. Anglické noviny vydaly po jejich triumfu článek s nadpisem „Minorities Win“ (Menšiny zvítězily). Gibsonová na tomto nejslavnějším turnaji světa ve dvouhře vyhrála v letech 1957 a 1958, je tak prvním vítězem s africkými kořeny a prvním hráčem černé pleti.
V roce 1957 prohrála finále dvouhry na Australian Championships proti Shirley Fryové Irvinové, které podlehla i ve finále předešlého grandslamu US Championships 1956. Po předčasném ukončení kariéry Buxtonové ve 22 letech, pro vážné zranění ruky, vytvořila s Fryovou Irvinovou deblový pár, který v Austrálii roku 1957 triumfoval.
Po zisku dvou grandslamů sezóny 1957 byla na konci roku poprvé hodnocena na 1. místě mezi tenistkami ve dvouhře a stala se také Nejlepší sportovkyní USA. Světovou jedničkou zůstala i v roce 1958, kdy obhájila singlový titul ve Wimbledonu, na kterém zároveň získala třetí deblové vítězství v řadě. Opět se stala Nejlepší sportovkyní USA. V roce 1958 opustila amatéry, kde nebyly výsledky finančně honorovány, a protože neexistovala ženská profesionální soutěž jako u mužů, začala hrát exhibice.
Podle Lance Tingaye z Daily Telegraphu a Daily Mailu, byla v první desítce ženského tenisu v období 1956 až 1958, na 1. místě klasifikována pak v letech 1957 a 1958. V těchto dvou letech byla také první hráčkou USA.
Po ukončení kariéry vydala svůj životopis a v roce 1959 natočila hudební album Althea Gibson Sings. Také si zahrála ve filmu The Horse Soldiers. Roku 1963 se stala první afroamerickou ženou, která nastoupila do profesionální golfové soutěže Ladies Professional Golf Association.
Roku 1975 ji unijní stát New Jersey jmenoval komisařskou v oblasti sportu. V pozdním věku měla mozkové aneurysma a v roce 1992 prodělala cévní mozkovou příhodu
Zemřela roku 2003 ve věku 76 let v East Orange a je pochována na rosedalském hřbitově Rosedale Cemetery, tamtéž.
V rámci úvodního večera na US Open 2007, při příležitosti 50. výročí vítězství tenistky na tomto grandslamu, byla in memoriam uvedena do místní síně slávy.

## Golf
Stala se první Afroameričankou, která v roce 1963 nastoupila do profesionální golfové soutěže pořádané Ladies Professional Golf Association. Golfovou kariéru ukončila v roce 1978.

## Finále na Grand Slamu

### Dvouhra (7)

#### Vítězka (5)
| Rok  | Turnaj               | Finalistka                    | Výsledek      |
| 1956 | French Championships | Angela Mortimerová Barrettová | 6–0, 12–10    |
| 1957 | Wimbledon            | Darlene Hardová               | 6–3, 6–2      |
| 1957 | US Championships     | Louise Broughová              | 6–3, 6–2      |
| 1958 | Wimbledon (2)        | Angela Mortimerová Barrettová | 8–6, 6–2      |
| 1958 | US Championships (2) | Darlene Hardová               | 3–6, 6–1, 6–2 |

### Finalistka (2)
| Rok  | Turnaj                   | Vítězka        | Výsledek |
| 1956 | US Championships         | Shirley Fryová | 6–3, 6–4 |
| 1957 | Australian Championships | Shirley Fryová | 6–3, 6–4 |

### Čtyřhra (11)

#### Vítězka (6)
| Rok  | Turnaj                   | Soutěž          | Spoluhráč/ka     | Finalisté                                                 | Výsledek      |
| 1956 | French Championships     | Ženská čtyřhra  | Angela Buxtonová | Darlene Hardová Dorothy Headová Nodeová                   | 6–8, 8–6, 6–1 |
| 1956 | Wimbledon                | Ženská čtyřhra  | Angela Buxtonová | Fay Mullerová Daphne Seeneyová                            | 6–1, 8–6      |
| 1957 | Australian Championships | Ženská čtyřhra  | Shirley Fryová   | Mary Bevisová Hawtonová Fay Mullerová                     | 6–2, 6–1      |
| 1957 | Wimbledon (2)            | Ženská čtyřhra  | Darlene Hardová  | Mary Bevisová Hawtonová Thelma Coyneová Longová           | 6–1, 6–2      |
| 1957 | US Championships         | Smíšená čtyřhra | Kurt Nielsen     | Darlene Hardová Robert Howe                               | 6–3, 9–7      |
| 1958 | Wimbledon (3)            | Ženská čtyřhra  | Maria Buenová    | Margaret Osborneová duPontová Margaret Varnerová Blossová | 6–3, 7–5      |

#### Finalistka (5)
| Rok  | Turnaj           | Soutěž          | Spoluhráč/ka    | Vítězové                                       | Výsledek      |
| 1956 | Wimbledon        | Smíšená čtyřhra | Gardnar Mulloy  | Shirley Fryová Vic Seixas                      | 2–6, 6–2, 7–5 |
| 1957 | Wimbledon        | Smíšená čtyřhra | Neil Fraser     | Darlene Hardová Mervyn Rose                    | 6–4, 7–5      |
| 1957 | US Championships | Ženská čtyřhra  | Darlene Hardová | Louise Broughová Margaret Osborneová duPontová | 6–2, 7–5      |
| 1958 | Wimbledon        | Smíšená čtyřhra | Kurt Nielsen    | Lorraine Coghlan Green Robert Howe             | 6–3, 13–11    |
| 1958 | US Championships | Ženská čtyřhra  | Maria Buenová   | Darlene Hardová Jeanne Arthová                 | 2–6, 6–3, 6–4 |

## Chronologie singlových výsledků na Grand Slamu
| Turnaj    | 1950  | 1951  | 1952  | 1953  | 1954  | 1955  | 1956  | 1957  | 1958  | Celkově SR |
| --------- | ----- | ----- | ----- | ----- | ----- | ----- | ----- | ----- | ----- | ---------- |
| Austrálie | A     | A     | A     | A     | A     | A     | A     | F     | A     | 0 / 1      |
| Francie   | A     | A     | A     | A     | A     | A     | W     | A     | A     | 1 / 1      |
| Wimbledon | A     | 3k    | A     | A     | A     | A     | QF    | W     | W     | 2 / 4      |
| US Open   | 2k    | 3k    | 3k    | QF    | 1k    | 3k    | F     | W     | W     | 2 / 9      |
| SR        | 0 / 1 | 0 / 2 | 0 / 1 | 0 / 1 | 0 / 1 | 0 / 1 | 1 / 3 | 2 / 3 | 2 / 2 | 5 / 15     |

| Legenda | Legenda                                   | Legenda | Legenda                     |
| ------- | ----------------------------------------- | ------- | --------------------------- |
| SR      | poměr vyhraných turnajů ku všem odehraným | W–L V–P | výhry–prohry                |
| NH      | daný rok se turnaj nekonal                | A       | turnaje se hráč nezúčastnil |
| 1Q / LQ | prohra v (kole) kvalifikace               | 1k / 1R | prohra v daném kole turnaje |
| QF / ČF | prohra ve čtvrtfinále                     | SF      | prohra v semifinále         |
| F       | prohra ve finále                          | Vítěz   | vítězství v turnaji         |